# Alfred Göpfert

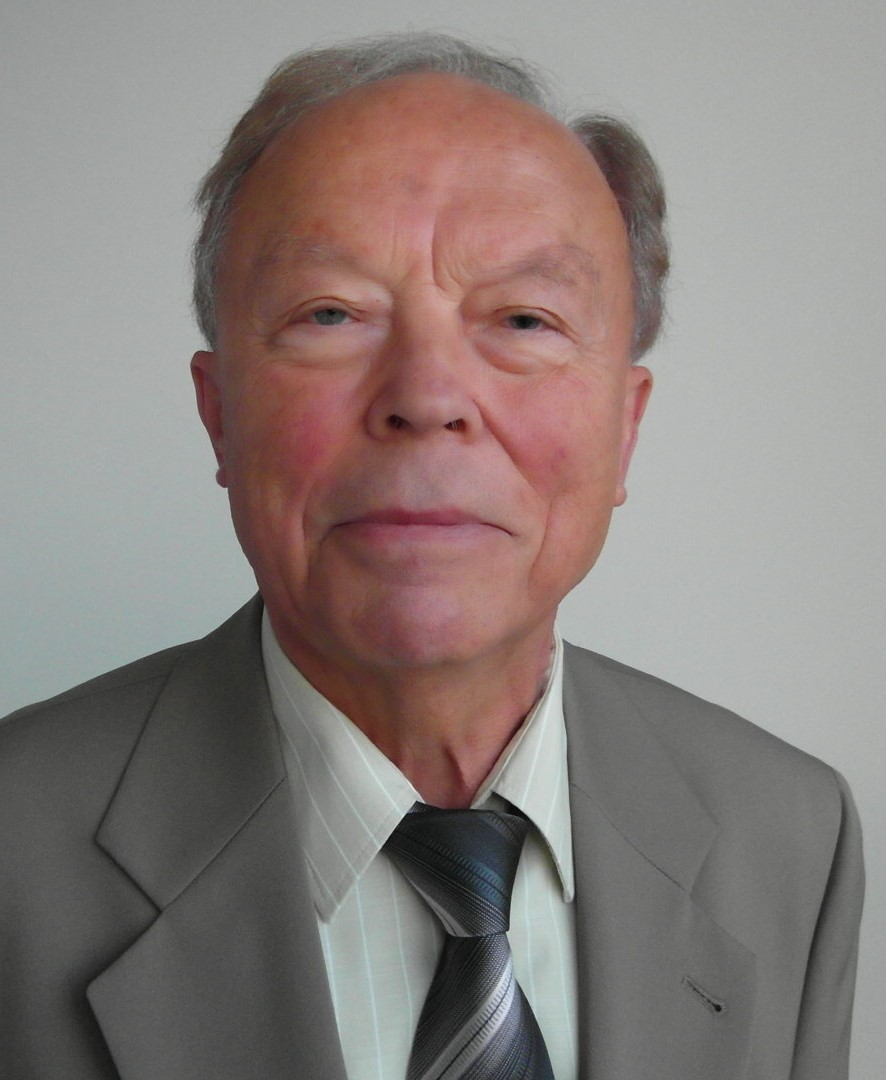
Alfred Göpfert (2014)

Alfred Göpfert (* 30. März 1934 in Leipzig; † 22. Januar 2023) war ein deutscher Mathematiker und Professor für Analysis und Optimierung. Er war in den Jahren 1992 / 1993 Rektor der Technischen Hochschule „Carl Schorlemmer“ Leuna-Merseburg.

## Werdegang
Alfred Göpfert wurde in Leipzig im Land Sachsen geboren, hier begann er 1940 seine Schulausbildung, die er seit 1944 an der Helmholtz-Oberschule fortsetzte und dort 1952 das Abitur mit Auszeichnung erlangte.
Entsprechend seinem lange gehegten Wunsch, Mathematiker zu werden – dies war durch sehr gute Mathematiklehrer (Otto Thamm sowie der promovierte Herbert Geißler) noch unterstützt worden – studierte er an der Universität Leipzig von 1952 bis 1957 Mathematik und diplomierte 1957 am Lehrstuhl von Herbert Beckert im Gebiet Topologie.
Sein Berufseinstieg erfolgte durch eine zweijährige Tätigkeit auf dem Gebiet der angewandten Mathematik am Luftfahrtforschungszentrum Dresden, Arbeitsgebiet Flugstabilität bei Störungen. Diese Zeit war für ihn auch deshalb besonders interessant, da sie in der DDR mit dem Beginn der Nutzung von elektronischen Rechenanlagen zusammenfiel, sodass Göpfert hier einen frühzeitigen Zugang fand.
Nach einem Semester an der Bauhochschule Leipzig mit interessanter Lehre in Darstellender Geometrie begann 1960 seine Zeit als wissenschaftlicher Assistent am Mathematischen Institut (Direktor: Herbert Beckert) der Universität Leipzig, der in seinen Vorlesungen sehr viele mathematische Gebiete bis hin zur Theoretischen Physik vertrat. Dies wirkte sich auf alle seine Assistenten sehr anregend aus, und sie versuchten ihm nachzuwirken. Die Promotion von Göpfert erfolgte im Jahre 1962 bei Herbert Beckert auf dem Gebiet Analysis, partielle Differentialgleichungen mit dem Thema: Über die Approximation längs Flächen vorgelegter Funktionen und Vektorfelder mittels der Lösungen geeigneter Randwertprobleme elliptischer Differentialgleichungen und Differentialgleichungssysteme.
1967 wechselte Göpfert sein Arbeitsgebiet zur Mathematischen Optimierung (damals Mathematische Methoden der Operationsforschung). Es folgte im Jahre 1973 die Promotion B, die 1991 als Habilitation anerkannt wurde (Umwandlung in Dr. rer. nat. habil.), zum Thema: Optimierungsprobleme bei parabolischen und elliptischen Differentialgleichungen.
Im Jahre 1974 erfolgte seine Berufung zum Professor an die Technische Hochschule „Carl Schorlemmer“ Leuna-Merseburg, wo es ihm mit einer Reihe von Kollegen und Schülern gelang, eine stabile Forschungsgruppe zu Analysis und Optimierung aufzubauen. Aus dieser heraus sind auch mehrfach spezielle Tagungen mit internationaler Beteiligung organisiert worden sowie entsprechende Publikationen hervorgegangen.
Göpfert wurde in der Nachfolge von Egon Fanghänel zum letzten Rektor der TH Merseburg gewählt, und er amtierte von Ende 1992 bis zur Aufhebung der TH zum 31. März 1993 und ihrer teilweisen Integration in die Martin-Luther-Universität Halle-Wittenberg (MLU).
Im Jahre 1992 erhielt Göpfert eine Berufung zum Professor für „Konvexe Analysis und Optimierung“ an die MLU, Fachbereich Mathematik und Informatik. Hier konnte er die bereits von ihm an der TH Leuna-Merseburg organisierte Forschungsarbeit weiter fortsetzen, die auch heute noch an der MLU existiert und seit seiner Emeritierung im Jahre 1999 national und international erfolgreich von der Lehrstuhlinhaberin Christiane Tammer geleitet wird.
Die wissenschaftliche Tätigkeit von Göpfert ist durch mehrere Monographien und Lehrbücher (mehrfach zusammen mit Kolleginnen oder Kollegen), durch eine Reihe von Fachveröffentlichungen sowie viele Vorträge und Reviews ausgewiesen.

## Mitgliedschaften
Göpfert war in mehreren Fachgesellschaften, Vereinigungen sowie Verbänden wirksam:
- Europäische Mathematische Gesellschaft (EMS)
- Deutsche Mathematiker-Vereinigung (DMV)
- Gesellschaft für Angewandte Mathematik und Mechanik (GAMM)
- Georg-Cantor-Vereinigung an der Martin-Luther-Universität Halle-Wittenberg
- Deutscher Hochschulverband
- Editorial Board der Fachzeitschrift Optimization

## Schriften (Auswahl)
- Mathematische Optimierung in allgemeinen Vektorräumen. Teubner Verlagsgesellschaft, Leipzig 1973.
- mit Thomas Riedrich: Funktionalanalysis. Teubner-Verlag, Leipzig und Thun, Frankfurt (Main) 1980, 2. Auflage 1986, 3. Auflage Teubner Stuttgart, Leipzig 1991, 4. Auflage 1994, ISBN 3-8154-2081-4.
- mit Hassan Riahi, Christiane Tammer, Constantin Zalinescu: Variational Methods in Partially Ordered Spaces. Springer 2003, ISBN 0-387-00452-1.
- mit Thomas Riedrich, Christiane Tammer: Angewandte Funktionalanalysis – Motivationen und Methoden für Mathematiker und Wirtschaftswissenschaftler. Vieweg und Teubner, Wiesbaden 2009, ISBN 978-3-8351-0133-3.